# 시로토리 정원
시로토리 정원(白鳥庭園)은 일본 아이치현 나고야시 아쓰타구 시로토리 공원 내에 있는 정원이다.

## 역사
시로토리 저목장을 매립하여 1983년부터 1991년까지 걸쳐 정비되었다. 1989년 개최된 세계 디자인 박람회의 파빌리언인 일본 정원으로 본격적으로 정비되었다. 폐막 후에는 정원을 유료 정원으로 하기 위해 계속 정비되어 1991년에 개원하였다.